# José Escolano Sánchez
José Escolano Sánchez (Saragossa, 15 de novembre de 1926 - Saragossa, 15 de gener de 2007) va ser un ciclista espanyol, professional entre 1946 i 1962. En el seu palmarès destaca el Gran Premi de la Bicicleta Eibarresa de 1955 i una etapa a la Volta a Catalunya de 1951.

## Palmarès
- 1951
  - Vencedor d'una etapa de la Volta a Catalunya
- 1952
  - Vencedor d'una etapa del Gran Premi Ajuntament de Bilbao
- 1955
  - 1r al Gran Premi de la Bicicleta Eibarresa
  - Vencedor d'una etapa de la Volta a Llevant
- 1956
  - Vencedor de 2 etapes de la Volta a Andalusia
  - Vencedor d'una etapa del Gran Premi de la Bicicleta Eibarresa

### Resultats a la Volta a Espanya
- 1947. 19è de la classificació general
- 1948. Abandona (12a etapa)
- 1955. 30è de la classificació general
- 1956. 34è de la classificació general

### Resultats al Giro d'Itàlia
- 1953. Abandona